# Joseph Roman Lorenz

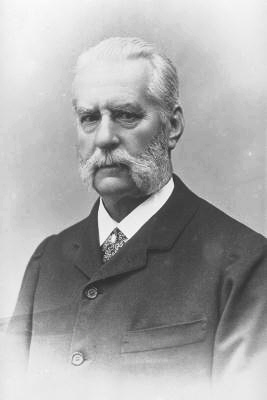
Joseph Roman Lorenz

Joseph Roman Lorenz, Ritter von Liburnau (* 26. November 1825 in Linz; † 13. November 1911 in Wien) war ein österreichischer Gymnasiallehrer, Volkswirt und Naturforscher.

## Biografie
Lorenz studierte von 1844 bis 1848 an der Universität Wien Rechtswissenschaften und ging anschließend an die Naturwissenschaftliche Universität Graz, wo er 1850 seine Lehramtsprüfung für Naturgeschichte, Physik und Philosophie ablegte.
1852 bekam er eine Anstellung als Gymnasiallehrer (Professor) in Salzburg und ging danach von 1855 bis 1861 als Lehrer nach Fiume. Im Jahr 1861 wurde er zum Dr. phil. promoviert und er wurde im gleichen Jahr Ministerialbeamter für Handel und Volkswirtschaft. Von 1868 bis 1892 war er Referent für Unterricht, Unterrichtswesen und Statistik im Ministerium für Ackerbau. Darüber hinaus war er 1872 Mitbegründer der Hochschule für Bodenkultur in Wien, der heutigen Universität für Bodenkultur. Von 1878 bis 1899 war er zudem Präsident der Österreichischen Meteorologischen Gesellschaft.
Er ist der Vater von Ludwig von Lorenz-Liburnau.

## Werke
Etwa um die Mitte des 19. Jahrhunderts bildete sich die Wissenschaft von den Pflanzengemeinschaften mit den Vorstellungen des wechselseitigen Einflusses zwischen den Arten sowie der Vegetation mit dem Boden heraus. Die hierauf begründete Pflanzensoziologie wurde dabei maßgeblich von den Arbeiten von Joseph Roman Lorenz sowie Otto Sendtner und Anton Kerner von Marilaun und beeinflusst.
- Allgemeine Resultate aus den pflanzengeographischen und genetischen Untersuchungen der Moore im präalpinen Hügellande Salzburgs. In: Flora 41, 1858.
- Die Bodenkultur Österreichs. Wien 1873
- Lehrbuch der Klimatologie für Land- und Forstwirthe. Wien 1874
- Die Donau, ihre Strömungen und Ablandungen. Wien 1880